# Desloréline
 (mars 2015).

La desloréline est une gonadotrophine qui agit en supprimant la fonction de l’axe gonado-hypophysaire, lorsqu’elle est administrée en dose faible. Il résulte de cette suppression que les animaux traités ne peuvent plus synthétiser et (ou) libérer l’hormone folliculo-stimulante (FSH) et l’hormone lutéinisante (LH), les hormones responsables du maintien de la fertilité. La faible dose de desloréline va réduire la fonctionnalité des organes reproducteurs mâles, la libido et la spermatogenèse et abaisser les taux plasmatiques de testostérone, de 4 à 6 semaines après l’implantation. Une augmentation transitoire, de courte durée, de la testostérone plasmatique peut être observée immédiatement après l’implantation. La mesure des concentrations plasmatiques de testostérone a démontré l’effet pharmacologique persistant de la présence de desloréline dans la circulation pendant au moins 6 mois après l’administration du produit. Ce principe actif est aujourd'hui utilisé pour un usage vétérinaire, il est commercialisé sous la dénomination Suprelorin®. La Commission européenne a délivré une autorisation de mise sur le marché valide dans toute l’Union européenne pour Suprelorin® à Cyton Biosciences, le 10 juillet 2007.

## Propriétés pharmacologiques

### Mécanismes d’action
L’implant de desloréline est commercialisé pour stériliser chimiquement les mâles. L'administration continue d'une faible dose de desloréline va réduire la fonctionnalité des organes reproducteurs mâles, la libido et la spermatogenèse et abaisser les taux plasmatiques de testostérone, de 4 à 6 semaines après l'implantation. En effet, l'agoniste GnRH, administrée en dose continue faible, agit en supprimant la fonction de l'axe gonado-hypophysaire. Il résulte de cette suppression que les animaux traités ne peuvent plus synthétiser ni libérer l'hormone folliculo-stimulante (FSH) et l'hormone lutéinisante (LH), les hormones responsables du maintien de la fertilité. Cet effet inhibiteur résulte, chez la femelle, du rétrocontrôle exercé par les œstrogènes en forte concentration sur l’axe hypothalamo-hypophysaire. Lors des études cliniques, le comportement des chiens mâles n'a pas été évalué. Du fait du mécanisme d'action, une influence sur le comportement dépendant des hormones sexuelles est cependant probable. Une augmentation brève et passagère du taux plasmatique de testostérone peut être observée immédiatement après l'implantation. Aucune étude sur l'importance clinique de ce pic de testostérone n'est disponible. Du fait du mécanisme d'action, une augmentation passagère des effets dépendant des hormones sexuelles ne peut être exclue. Des mesures du taux plasmatique de testostérone ont confirmé le maintien de l'effet pharmacologique dû à la libération continue de desloréline dans le sang pendant au moins douze mois après implantation.  

### Propriétés pharmacocinétiques
Des concentrations plasmatiques maximales sont atteintes 7-35 jours après l'administration d'un implant de 5 mg desloréline. La substance peut être directement mesurée dans le plasma jusqu'à environ 2.5 mois après l'implantation. La desloréline est métabolisée rapidement.

## La desloréline, un «super-agoniste»
La desloréline ou {d-Trp6, Pro9,-des-Gly10—NH2} éthylamide est un agoniste de la GnRH. Elle a été obtenue par remplacement du résidu d'acide aminé glycine en position 6 par l'acide aminé tryptophane et abandon du résidu d'acide aminé glycine en position 10. La séquence primaire de la desloréline est la suivante :
pGLu1-His2-Trp3-Ser4-Tyr5-D-Trp6-Leu7-Arg8-Pro9 -NH2
La présence d'un acide aminé dextrogyre offre une meilleure protection contre les peptidases. La substitution au niveau de la portion terminale COOH de l'acide aminé Gly10 par un groupement éthylamine confère à la desloréline une durée d'action plus longue et une puissance supérieure à celle de la GnRH. Elle possède en effet une demi-vie de 20 à 50 minutes. La desloréline possède une affinité sept fois supérieure à celle de la GnRH, et une puissance presque 100 fois supérieure. Chez le rat, elle induit par ailleurs la libération d'une quantité de LH sept fois supérieure à celle induite par la GnRH à dose égale. Comme tous les agonistes de la GnRH, la desloréline est dégradée par les protéases gastro-intestinales. C'est pourquoi elle nécessite une administration parentérale.  

## Une seule spécialité vétérinaire chez le chien, Suprélorin®

### Présentations et indications de l'implant

Action de l'implant desloréline sur le chien

L'implant Suprélorin®, commercialisé par le laboratoire VIRBAC existe depuis 2008. La spécialité contient 4,7 mg d'acétate de desloréline (pour une efficacité de 6 mois chez le chien) ou 9,4 mg d'acétate de desloréline (pour une efficacité de 12 mois), présentée sous la forme d'un implant cylindrique contenant une matrice de triglycérides saturés (phosphatidylcholine, huile de palme). L'autorisation de mise sur le marché (AMM) désigne le chien pour les deux dosages, et le furet pour le dosage 9,4 mg uniquement. L'implant a pour indication l'induction d'une infertilité temporaire chez les chiens et les furets mâles, arrivés à maturité sexuelles, non castrés et en bonne santé. Une indication possible, non citée dans l'AMM, est le traitement de l'hyperplasie bénigne de la prostate chez le chien, et la prévention et le traitement de la maladie surrénalienne chez le furet. Son utilisation en guise de traitement du circumanalome chez le chien a également été évoquée. 

### Dose et mode d'emploi
La dose préconisée est d'un implant par chien et par furet, quel que soit le poids de l'animal. L'implant est à insérer par voie sous-cutanée à l'aide d'un trocart et d'un injecteur fournis avec l'implant. L'implant est à injecter entre les omoplates, afin d'en limiter l'accès à l'animal (grattage). Il convient d'éviter de l'injecter dans la graisse, car la libération de la desloréline peut en être affectée. Chez le chien, une sédation ou une anesthésie ne sont pas nécessaires, mais elles sont recommandées chez le furet. Avant son administration, l'implant est à conserver au réfrigérateur, entre 2 et 6 °C.
L'implant est constitué d'une matrice de support biocompatible, qui ne nécessite donc pas d'être retirée. Il reste possible de retirer l'implant chirurgicalement, au besoin. Les implants sont visibles par échographie.
D'après les études in vivo réalisées chez la souris, l'implant libère 20 µg par jour environ. Le pic de concentration plasmatique de desloréline survient 7 à 35 jours après administration d'un implant contenant 5 mg de desloréline radiomarquée. La substance peut être directement mesurée dans le plasma jusqu'à 2,5 mois après la pose de l'implant.
Chez le chien, dans l'indication de la castration, il est recommandé de renouveler l'administration de Suprélorin® tous les six mois pour les implants de 4,7 mg, et tous les 12 mois pour les implants de 9,4 mg pour maintenir l'efficacité de l'implant. L'infertilité est obtenue en 6 à 8 semaines chez le chien, et en 5 à 14 semaines chez le furet. est donc recommandé d'éloigner les chiennes en chaleur pendant ce délai après la mise en place de l'implant.
Chez le chien, l'effet de l'implant sur la concentration en testostérone plasmatique est totalement réversible en 18 mois maximum pour le dosage de4,7  mg, ou en deux ans et demi maximum pour l'implant de 9,4 mg. Après le retour de la testostérone à ses valeurs initiales, l'infertilité peut durer quelques semaines supplémentaires. Après la pose de l'implant, les furets peuvent rester infertiles pendant 4 ans maximum.

### Précautions particulières d'emploi et contre-indications
Le résumé des caractéristiques (RCP) de l'implant recommande de ne pas utiliser l'implant sur des individus impubères. Le traitement des furets doit être initié au début de la saison de reproduction. ll n'y a aucune contre-indication signalée dans l'AMM.

### Effets indésirables relevés lors des études réalisées chez le chien
Le résumé des caractéristiques (RCP) du produit rapporte un œdème modéré avec des signes d'inflammation chronique au niveau de la zone d'insertion de l'implant. Cet œdème se résorbe habituellement en 14 jours. Dans de rares cas des troubles du pelage alopécie, modification du pelage, sont rapportés. Une incontinence urinaire ou une réduction de l'activité sont également possibles. Dans de très rares cas, il a été observé une générale augmentation transitoire de l'intérêt sexuel et une douleur testiculaire immédiatement après l'implantation. Un changement transitoire du comportement avec des signes d'agressivité a également été relevé chez le chien.

## Utilisation chez la chienne et chez d'autres espèces

### Utilisation d'implants de desloréline hors AMM chez la chienne
Comme d'autres agonistes de la GnRH, l'implant de desloréline a été testé hors AMM[Quoi ?] chez la chienne. L'implant Suprélorin® œstrus a été testé en tant que moyen chimique de contraception ou dans le but de reporter l'âge de la puberté…
Dans une étude de Corrada et al., 8 chiennes d'un âge compris entre 2 et 7 ans ont reçu un implant de 10 mg de desloréline. Ces 8 chiennes ont présenté un œstrus entre 3 et 9 jours après la pose de implant, puis ont présenté un interœstrus allongé de 14 mois en moyenne. Dans une autre étude, un implant de 9,4 mg de desloréline a été posé chez des femelles impubères de quatre ou de sept mois d'âge. Les six chiennes ayant débuté le traitement à quatre mois n'ont pas montré de signes d'œstrus dans les 36 semaines suivant la pose de l'implant, contrairement à celles ayant commencé le traitement à 7 mois, qui ont présenté des signes d'œstrus dans les quinze jours qui ont suivi le traitement.
L'implant de Suprélorine® œstrus serait donc efficace en tant que moyen de contraception chimique chez la chienne, mais provoquerait un œstrus dans les quinze jours qui suivent la pose de l'implant, notamment chez la chienne pubère. L'implant a donc également été testé dans le but d'induire l'œstrus et l'ovulation. En effet, dans une étude de Fontaine et al., sur 32 chiennes traitées avec un implant de 4,7 mg de desloréline (Suprelorin®), toutes ont présenté un œstrus entre 2 et 7 jours après la pose de l'implant. Le succès de l'induction d'une ovulation dépend du moment du cycle auquel les chiennes ont reçu l'implant. En effet, les chiennes qui ont reçu l'implant en milieu d'anœstrus ont déclenché moins d'ovulation (62,5 %) puis de gestation (25 que les chiennes[Quoi ?] qui ont reçu l'implant en anœstrus tardif (87,5 d'ovulations, 78,3 de gestations).
Cette étude montre que l'utilisation d'un implant de desloréline présente de bons résultats dans l'induction de l'œstrus, même si les taux de gestation restent moyens. Ces résultats pourraient, selon les auteurs, être dus à des insuffisances lutéales provoquées par la desloréline.
Des effets indésirables ont été notés à la suite du traitement chez la chienne par un implant de desloréline des chaleurs persistantes et/ou des kystes ovariens 14 des 57 chiennes traitées), une lactation persistante 13,5 des 57 chiennes traitées), abattement perte de poids (3,5% des chiennes), et réaction allergique (1,8 % des chiennes), dans le mois suivant la pose de l'implant et consécutifs à un œstrus induit. Ces signes se sont résorbés immédiatement après le retrait de l'implant. Des cas de pyomètres ont également été relevés.

### Utilisation d'Ovuplant® chez la jument
Un implant de 2,1 mg d'acétate de desloréline, ovuplant® est commercialisé en médecine vétérinaire par le laboratoire DECHRA. Son indication est l'induction de l'ovulation chez la jument. Il provoque une ovulation dans les 48 heures chez la jument normalement cyclée, en œstrus, et présentant un follicule ovarien d'au moins 30 mm de diamètre.
La desloréline a également été envisagée pour induire l'anœstrus prolongé, chez des juments qui présentent des anomalies de comportement ou de performances dues au cycle, se manifestant notamment lors de la période d'œstrus. Cependant, l'inactivité ovarienne obtenue, même après l'administration de trois implants de 2,1 mg de desloréline n'est pas durable (36,8 jours) et incertaine. Les implants utilisés dans cette étude sont probablement à durée de libération courte. La possibilité d'induire une « down regulation » avec un implant à libération prolongée de desloréline est controversée.
Des injections répétées de desloréline ou la mise en place d'implants ont également été réalisées sur des juments en anœstrus saisonnier dans le but d'induire une cyclicité. Avec la libération d'une dose de 180 µg/jour, 77 % des juments ont ovulé dans les trois semaines qui ont suivi le traitement. Le taux de conception ainsi que la durée moyenne de gestation n'est pas affectée par le traitement. 

## Action sur les êtres vivants

### Les effets indésirables
Plus les traitements aux progestatifs sont espacés, plus ils sont susceptibles d’avoir des effets indésirables, car il y a un surdosage.

#### Chez le chien
- Œdème modéré au point d’insertion de l’implant pendant les deux semaines suivant l’implantation. Il peut également se produire une réaction locale (ex.: inflammation, durcissement) pouvant durer trois mois après l’implantation. Les gonflements ou réactions locales se résorbent naturellement.
- Troubles du pelage (alopécie, modification du pelage).
- Incontinence urinaire
- Réduction de l’activité générale
- Augmentation transitoire de l’intérêt sexuel et douleur testiculaire immédiatement après l’implantation.
- Changement transitoire du comportement avec des signes d’agressivité.

#### Chez la chienne
- Chaleurs persistantes
- Kystes ovariens
- perte de poids

#### Chez le furet
- Gonflements passagers et modérés, des démangeaisons et des rougeurs au point d’insertion de l’implant.

### Chez les humains
Il n'existe pas de spécialités humaines commercialisées contenant de la desloréline. Cependant, de nombreuses études ont été menées sur l'efficacité de son utilisation lors du traitement de la puberté précoce chez les adolescents. 
La puberté précoce est définie par l'âge d'apparition précoce des caractères sexuels secondaires, avant 8 ans chez la fille, et avant 9 ans chez le garçon. Ces formes de puberté précoce sont GnRH-dépendantes, et résultent d'une activation prématurée de l'axe hypothalamo-hypophysaire par activation du générateur de pulses de GnRH. L'apparition d'une puberté précoce conduit à des modifications staturales (grande taille chez l'enfant et petite taille chez l'adulte). Avant l'âge de 8 et 9 ans, le traitement par la desloréline permettrait d'augmenter la taille définitive à l'âge adulte, mais diminuerait la densité osseuse.
Les implants de desloréline sont actuellement utilisés chez diverses espèces. Ils représentent un moyen pratique, sûr et réversible notamment chez le chien et la chienne d'induire une castration chimique, et d'induire l'œstrus chez la chienne. Cependant, leur efficacité est variable. Ces implants sont actuellement testés chez le chat et la chatte.  